# Unité du mouvement Gallaudet
Le mouvement  Unity for Gallaudet a débuté le 1er mai 2006 et s'est terminé le 29 octobre 2006 à l'université Gallaudet. Le conseil d’administration annonce le 9e président de l’université Gallaudet, Jane Fernandes, une devenue-sourde qui connait peu la langue des signes américaine. Les étudiants et les personnels sont mécontents de la décision de conseil d’administration de nommer Jane Fernandes car ils jugent qu’elle ne possède pas l’identité Sourde. Ils demandent d’évincer Jane Fernandes pour nommer une autre président. Le mouvement dure environ 5 mois. Finalement, le conseil d’administration retire la nomination à Jane Fernandes et choisit Robert R. Davila pour le poste de président intérim pendant deux ans.

## Contexte
En septembre 2005, Irving King Jordan annonce son départ à la retraite[réf. souhaitée], alors qu'il occupait le poste depuis 18 ans (1988-2006). Le 1er mai 2006, le conseil d'administration de l'université annonce que Jane Fernandes sera la prochaine présidente de l'université Gallaudet. 

### Jane Fernandes
Jane Fernandes est une femme sourde, sa mère et un de deux frère sont aussi sourds mais sa famille communique oralement. Elle a donc appris la langue des signes américaine à 23 ans seulement. Elle propose, si elle sera élue, que l’université Gallaudet soit ouverte aux sourds de tous degrés de surdité et aux sourds-aveugles.

## Protestation du printemps
Aussitôt, les étudiants protestent et installent des tentes. Plusieurs membres de CA démissionnent, y compris le président intérimaire. Les étudiants votent majoritaire contre la confiance à Jane Fernandes en tant que nouvelle presidente.

## Protestation d’automne
À la reprise d’étude, la protestations des études reprennent aussi et deviennent plus intenses.
Le 20 septembre 2006, le Congrès Gallaudet des étudiants adopte une résolution déclarant qu'ils ne reconnaissent pas Jane K. Fernandes pour le 9e président de l'Université Gallaudet. Quelques étudiants tentent une grève de la faim, sans succès. Ils occupent égalenebt des bâtiments d’université pendant plusieurs jours. Dans la soirée du vendredi 13 octobre 2006, la police arrête plus de 130 étudiants.

## Évincer Jane Fernandes
Le conseil d'administration reconnait que Fernandes serait incapable de diriger efficacement sans le soutien de la communauté universitaire. Il met donc à la fin de nomination Fernandes à la fin octobre 2006. Dès le décembre 2006, le Dr Robert Davila est choisi pour le poste de président par intérim et l’université réduit le personnel.